# Smittia velutina

Smittia velutina är en tvåvingeart som först beskrevs av William Lundbeck 1898.  Smittia velutina ingår i släktet Smittia och familjen fjädermyggor. Inga underarter finns listade i Catalogue of Life. Arten är en av de vanligaste insekterna och viktigaste pollinatörerna i arktiskt klimat och är därför viktig för växter som purpurbräcka. Arten tros föröka sig genom partenogenes på grund av att inga hannar av arten har hittats.